# Poznań Challenger 1997
Il Poznań Challenger 1997 è stato un torneo di tennis facente parte della categoria ATP Challenger Series nell'ambito dell'ATP Challenger Series 1997. Il torneo si è giocato a Poznań in Polonia dal 28 luglio al 3 agosto 1997 su campi in terra rossa.

## Vincitori

### Singolare
Jeff Tarango ha battuto in finale  David Rikl con il punteggio di 7–5, 6–3

### Doppio
David Rikl /  Tomáš Anzari hanno battuto in finale  Jordi Burillo /  László Markovits con il punteggio di 6–3, 6–2